# Чемпионат России по биатлону 2017/2018
Чемпионат России по биатлону сезона 2017/2018 прошёл в несколько этапов с февраля по апрель 2018 года. Были разыграны медали в семи индивидуальных и пяти командных дисциплинах.

## Этапы
- Уфа

1. Суперспринт (мужчины, женщины)
2. Марафон (мужчины, женщины)

- Тюмень

1. Смешанная эстафета
2. Одиночная смешанная эстафета

- Новосибирск

1. Командная гонка (мужчины, женщины)
2. Патрульная гонка (мужчины, женщины)

- Уват

1. Суперпасьют (мужчины, женщины)

- Ханты-Мансийск Чемпионат России

1. Индивидуальная гонка (мужчины, женщины)
2. Спринт (мужчины, женщины)
3. Гонка преследования (мужчины, женщины)
4. Эстафета (мужчины, женщины)
5. Масс-старт (мужчины, женщины)

## Результаты
| Гонка                                                                                                | Мужчины | Женщины |
| Суперспринт Уфа 1. 8 февраля 2018 Мужчины: 6 км 2. 8 февраля 2018 Женщины: 4 км                      | 1. Евгений Боярских 18:39.3 (1) 2. Сергей Корастылёв +9.5 (1) 3. / Алексей Слепов +9.5 (2) 4. Максим Буртасов 5. Антон Свотин 6. Тимур Махамбетов Протоколы | 1. Екатерина Мошкова 13:00.8 (2) 2. Анастасия Морозова +4.5 (3) 3. Евгения Павлова +7.1 (3) 4. Светлана Лунина 5. Елена Баданина 6. Лариса Куклина Протоколы |
| Марафон Уфа 1. 10 февраля 2018 Мужчины: 40 км 2. 11 февраля 2018 Женщины: 30 км                      | 1. Кирилл Стрельцов 1:36:44.8 (6) 2. / Алексей Слепов +2.0 (10) 3. / Иван Томилов +2.1 (10) 4. Вячеслав Акимов 5. Александр Поварницын 6. Анатолий Оськин Протоколы | 1. Анастасия Егорова 1:26:06.3 (4) 2. Лариса Куклина +14.0 (5) 3. Наталья Гербулова +1:12.4 (5) 4. Ольга Дмитриева 5. Тамара Воронина 6. Екатерина Зубова Протоколы |
| Смешанная эстафета Тюмень 1. 24 февраля 2018 Женщины: 2x6 км Мужчины: 2x7.5 км                       | 1. ХМАО-1 1:16:12.7 (0+7) (Дарья Виролайнен, Анастасия Морозова, Никита Поршнев, Семён Сучилов) 2. ХМАО-2 +32.0 (0+6) (Кристина Резцова, Екатерина Шумилова, Пётр Пащенко, Иван Томилов) 3. ХМАО-3 +1:12.7 (0+5) (Екатерина Мошкова, Инна Смирнова, Дмитрий Иванов, Михаил Боярских) Протоколы                                                                              | 1. ХМАО-1 1:16:12.7 (0+7) (Дарья Виролайнен, Анастасия Морозова, Никита Поршнев, Семён Сучилов) 2. ХМАО-2 +32.0 (0+6) (Кристина Резцова, Екатерина Шумилова, Пётр Пащенко, Иван Томилов) 3. ХМАО-3 +1:12.7 (0+5) (Екатерина Мошкова, Инна Смирнова, Дмитрий Иванов, Михаил Боярских) Протоколы                                                                                     |
| Одиночная смешанная эстафета Тюмень 1. 25 февраля 2018 Женщины: 6 км Мужчины: 7,5 км                 | 1. Красноярский край-2 38:53.3 (0+9) (Наталья Гербулова, Сергей Корастылёв) 2. Новосибирская область-1 +12.0 (0+10) (Евгения Павлова, Григорий Чубин) 3. ХМАО-2 +46.1 (1+8) (Екатерина Шумилова, Пётр Пащенко) Протоколы | 1. Красноярский край-2 38:53.3 (0+9) (Наталья Гербулова, Сергей Корастылёв) 2. Новосибирская область-1 +12.0 (0+10) (Евгения Павлова, Григорий Чубин) 3. ХМАО-2 +46.1 (1+8) (Екатерина Шумилова, Пётр Пащенко) Протоколы |
| Командная гонка Новосибирск 1. 7 марта 2018 Мужчины: 10 км 2. 7 марта 2018 Женщины: 7,5 км           | 1. ХМАО-1 26:10.4 (4) (Иван Томилов, Евгений Боярских, Михаил Боярских, Алексей Корнев) 2. ХМАО-2 +19.2 (2) (Андрей Павлов, Сергей Караулов, Владислав Томилов, Ярослав Иванов) 3. Красноярский край +27.7 (2) (Александр Дедюхин, Никита Овчинников, Тимур Махамбетов, Сергей Корастылёв) Протоколы                                                                        | 1. Новосибирская область 23:04.2 (2) (Александра Алексешникова, Галина Нечкасова, Лейсан Бикташева, Анастасия Евсюнина) 2. Мордовия +1:21.2 (4) (Ирина Кручинкина, Анастасия Халиуллина, Наталья Ушкина, Елена Кручинкина) 3. Красноярский край +1:26.0 (3) (Наталья Гербулова, Елена Чиркова, Вероника Долгова, Диана Якимец) Протоколы                                           |
| Патрульная гонка Новосибирск 1. 9 марта 2018 Мужчины: 25 км 2. 9 марта 2018 Женщины: 20 км           | 1. Красноярский край 1:11:27.0 (0) (Тимур Махамбетов, Никита Овчинников, Евгений Крюков, Александр Дедюхин, Сергей Корастылёв) 2. Новосибирская область-1 +1:16.8 (1) (Максим Буртасов, Сергей Неверов, Сергей Максимцов, Григорий Чубин, Александр Веприк) 3. ЯНАО +2:34.8 (3) (Рустам Каюмов, Андрей Кугубаев, Алексей Чулев, Александр Попов, Владимир Иванов) Протоколы | 1. Сибирский ФО 1:07:18.2 (0) (Наталья Гербулова, Диана Якимец, Елена Чиркова, Вероника Долгова, Юлия Огаркова) 2. Мордовия +18.3 (1) (Ирина Кручинкина, Наталья Ушкина, Анастасия Халиуллина, Надежда Дубова, Елена Кручинкина) 3. Новосибирская область +2:48.3 (5) (Галина Нечкасова, Александра Алексешникова, Анастасия Евсюнина, Лейсан Бикташева, Софья Ленькова) Протоколы |
| Суперпасьют Уват 1. 25 марта 2018 Мужчины: 7,5 км 2. 25 марта 2018 Женщины: 6 км                     | 1. Никита Поршнев 20:44.5 (2) 2. Алексей Волков +31.5 (2) 3. Евгений Идинов +31.7 (2) 4. Максим Буртасов 5. Сергей Корастылёв 6. Юрий Шопин Протоколы | 1. Маргарита Васильева 21:16.3 (3) 2. Лариса Куклина +30.7 (2) 3. Екатерина Шумилова +35.5 (2) 4. Наталья Ушкина 5. Тамара Воронина 6. Елена Кручинкина Протоколы |
| Индивидуальная гонка Ханты-Мансийск 1. 29 марта 2018 Мужчины: 20 км 2. 29 марта 2018 Женщины: 15 км  | 1. Александр Логинов 51:03.4 (3) 2. Евгений Гараничев +1.3 (2) 3. Алексей Волков +41.4 (1) 4. Максим Буртасов 5. Александр Поварницын 6. Антон Бабиков Протоколы | 1. Анастасия Егорова 48:21.2 (3) 2. Тамара Воронина +2.4 (0) 3. Ирина Услугина +1:05.1 (2) 4. Любовь Филимонова 5. Маргарита Васильева 6. Светлана Миронова Протоколы |
| Спринт Ханты-Мансийск 1. 31 марта 2018 Мужчины: 10 км 2. 31 марта 2018 Женщины: 7,5 км               | 1. Александр Логинов 25:51.1 (2) 2. Евгений Гараничев +5.3 (1) 3. Никита Поршнев +9.7 (1) 4. Антон Бабиков 5. Семён Сучилов 6. / Максим Цветков Протоколы | 1. Ульяна Кайшева 22:47.4 (0) 2. Екатерина Юрлова-Перхт +38.0 (2) 3. Маргарита Васильева +51.8 (1) 4. Анастасия Егорова 5. Кристина Резцова 6. Виктория Сливко Протоколы |
| Гонка преследования Ханты-Мансийск 1. 1 апреля 2018 Мужчины: 12,5 км 2. 1 апреля 2018 Женщины: 10 км | 1. Антон Бабиков 34:49.4 (2) 2. / Максим Цветков +5.8 (3) 3. Евгений Гараничев +9.1 (3) 4. Александр Логинов 5. Никита Поршнев 6. / Иван Томилов Протоколы | 1. Екатерина Юрлова-Перхт 31:21.5 (3) 2. Маргарита Васильева +10.0 (1) 3. Ульяна Кайшева +47.5 (4) 4. Анастасия Егорова 5. Ирина Услугина 6. Виктория Сливко Протоколы |
| Эстафета Ханты-Мансийск 1. 4 апреля 2018 Мужчины: 4x7,5 км 2. 3 апреля 2018 Женщины: 4x6 км          | 1. ХМАО-1 1:22:06.3 (1+14) (Алексей Волков, Никита Поршнев, Иван Томилов, Семён Сучилов) 2. Тюменская область-1 +4.2 (1+13) (Евгений Идинов, Евгений Гараничев, Иван Печёнкин, Александр Логинов) 3. ХМАО-2 +21.5 (1+10) (Евгений Боярских, Алексей Корнев, Вадим Филимонов, Михаил Боярских) Протоколы                                                                     | 1. ХМАО-1 1:11:23.7 (1+10) (Дарья Виролайнен, Екатерина Мошкова, Екатерина Шумилова, Кристина Резцова) 2. Тюменская область +28.3 (0+6) (Виктория Сливко, Ирина Старых, Ольга Шестерикова, Ирина Услугина) 3. Свердловская область +1:11.6 (2+11) (Ирина Казакевич, Светлана Миронова, Лариса Надеева, Тамара Воронина) Протоколы                                                  |
| Масс-старт Ханты-Мансийск 1. 3 апреля 2018 Мужчины: 15 км 2. 4 апреля 2018 Женщины: 12,5 км          | 1. Дмитрий Малышко 38:23.1 (2) 2. Александр Поварницын +20.8 (1) 3. Никита Поршнев +35.7 (2) 4. Алексей Корнев 5. Сергей Клячин 6. Семён Сучилов Протоколы | 1. Маргарита Васильева 39:05.7 (3) 2. Виктория Сливко +19.5 (0) 3. Ирина Услугина +33.5 (2) 4. Тамара Воронина 5. Лариса Надеева 6. Дарья Виролайнен Протоколы |